# 波曼縣

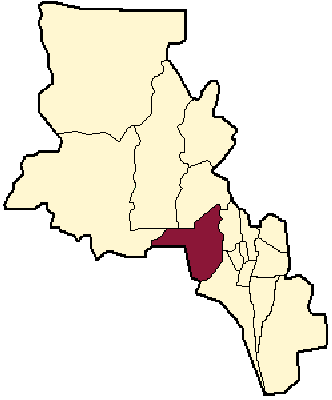

波曼縣（西班牙語：Departamento Pomán），是阿根廷的縣份，位於該國西北部卡塔馬卡省，首府設於紹希爾，面積4,589平方公里，該地區的地震活動頻繁和低強度，2010年人口10,776，人口密度每平方公里2.35人。
28°10′26″S 66°12′41″W / 28.17389°S 66.21139°W